# Chamberlain (Dakota du Sud)
Pour les articles homonymes, voir Chamberlain.
La ville de Chamberlain est le siège du comté de Brule, dans l’État du Dakota du Sud, aux États-Unis. Lors du recensement de 2010, sa population s’élevait à 2 387 habitants.

## Histoire
Fondée vers 1880, la ville doit son nom à Selah Chamberlain, alors directeur du Chicago, Milwaukee, St. Paul and Pacific Railroad. La municipalité s'étend sur 7,84 milles carrés (20,31 km2), dont 1,2 mille carré (3,11 km2) d'étendues d'eau.

## Musée
Chamberlain abrite le musée Akta Lakota, qui présente la vie des Indiens des Plaines.

## Démographie
| 1890 | 1900 | 1910  | 1920  | 1930  | 1940  |
| ---- | ---- | ----- | ----- | ----- | ----- |
| 939  | 874  | 1 275 | 1 303 | 1 364 | 1 626 |

| 1950  | 1960  | 1970  | 1980  | 1990  | 2000  |
| ----- | ----- | ----- | ----- | ----- | ----- |
| 1 912 | 2 598 | 2 626 | 2 258 | 2 347 | 2 338 |

| 2010  | - | - | - | - | - |
| ----- | - | - | - | - | - |
| 2 387 | - | - | - | - | - |